# Ciara Bravo
Ciara Quinn Bravo (* 18. března 1997, Alexandria, Kentucky, USA) je americká herečka. Nejvíce se proslavila rolemi Katie Knight v seriálu Big Time Rush a Emmy Choty v seriálu Red Band Society.

## Životopis a kariéra
Narodila se v Alexandrii v Kentucky. Její kariéra začala v devíti letech, kdy navštěvovala Mike Beaty Model a Talent Expo v texaském Dallasu. Později byla objevena Bryanem Lederem a Fredrickem Levym z Management 101. Propůjčila svůj hlas do Playhouse Disney, televizní blok pohádek pro nejmenší a v dětská televizní show Can You Teach My Alligator Manners?. Objevila se ve videoklipu Willlow Smith k písničce "Knees and Elbows".
Během roku 2008 se objevila v několika reklamách pro Newport Aquarium a v malé roli se objevila ve filmu Andělé a démoni. V roce 2009 se objevila v krátkých filmech Lost Sheep a Washed Up a podepsala tříletý kontrakt s televizní stanicí Nickelodeon a získala tak roli v seriálu Big Time Rush. Svůj hlas propůjčila do animovaného filmu Lovecká sezóna 3. V roce 2014 získala roli v televizním seriálu Red Band Society. Seriál byl však po první sérii zrušen. Od roku 2016 hraje jednu z hlavních rolí v seriálu Second Chance.

## Politické názory
Ciara Bravo je fanatickým zastáncem homosexuálů což dokládá její Twitterový příspěvek na jejich podporu: Neuvěřitelný den pro americký lid! Jen první krok v dlouhé cestě změn. Jsem nadšená být tady pro něj! Svým výrokem si proti sobě poštvala mnoho svých fanoušků z celého světa. Na kandidaturu Donalda Trumpa na Twitteru napsala: Myšlenka že by se Donald Trump stal prezidentem už mi dala 2 silné dechové záchvaty paniky.

## Filmografie
| Rok           | Název                  | Role                | Poznámky            |
| ------------- | ---------------------- | ------------------- | ------------------- |
| 2009          | Andělé a démoni        | Italka              | Nekreditovaná role  |
| 2009          | The Cafeteria          | Caroline            | Krátkometrážní film |
| 2009          | Washed Up              | Sarah               | Krátkometrážní film |
| 2010          | Lovecká sezóna 3       | Giselita (hlas)     |                     |
| 2011          | Cinnamon               | Heather             |                     |
| 2016          | Sousedi 2              | Dívka ze sesterstva |                     |
| 2017          | To the Bone            | Tracy               |                     |
| 2018          | The Long Dumb Road     | Ashley              |                     |
| 2019          | The Final Girl Returns | Mavis               | Krátkometrážní film |
| 2021          | Cherry                 | Emily               |                     |
| 2021          | Útěk domů              | Cassie              |                     |
| 2021          | Small Engine Repair    | Crystal Romanowski  |                     |
| bude oznámeno | Not an Artist          | bude oznámeno       | Postprodukce        |

| Rok     | Název                               | Role                  | Poznámky                                     |
| ------- | ----------------------------------- | --------------------- | -------------------------------------------- |
| 2008    | Can You Teach My Alligator Manners? | Hlasy                 | 2 díly                                       |
| 2009    | Superagent Oso                      | Sarah                 | díl: „View to a Book/Diamonds Are for Kites“ |
| 2009–13 | Big Time Rush                       | Katie Knight          | Hlavní role, 74 dílů                         |
| 2011    | BrainSurge                          | Samu sebe/soutěžící   |                                              |
| 2011    | Štěstí je teplá deka                | Patty (hlas)          | Televizní speciál                            |
| 2011    | Doba ledová: Mamutí Vánoce          | Peaches (hlas)        | Televizní speciál                            |
| 2012    | Tučňáci z Madagaskaru               | Hunter                | díl: „Operation: Antarctida“                 |
| 2012    | Big Time Movie                      | Katie Knight          | Televizní film                               |
| 2012    | Figure It Out                       | Samu sebe             |                                              |
| 2013–14 | Hathawayovi a duchové               | Blair                 | 2 díly                                       |
| 2013    | AwesomenessTV                       | Samu sebe/moderátorka | 1 díl                                        |
| 2013    | Supah Ninjas                        | Kylie                 | díl: „Cheer Fever“                           |
| 2013    | Jinxed                              | Meg Murphy            | Televizní film                               |
| 2013    | The Haunted Hathaways               | Blair                 | díl: „Haunted Boat“                          |
| 2013    | Swindle                             | Melissa Bing          | Televizní film                               |
| 2014–15 | Red Band Society                    | Emma Chota            | Hlavní role, 13 dílů                         |
| 2016    | Druhá šance                         | Gracie Pritchard      | Hlavní role, 11 dílů                         |
| 2016    | Námořní vyšetřovací služba          | Amanda Campbell       | díl: „V utajení“                             |
| 2017    | Agenti S.H.I.E.L.D.                 | Abby                  | díl: „A Life Spent“                          |
| 2019    | Wayne                               | Del                   | Hlavní role                                  |
| 2019    | Do temnoty                          | Lacey                 | díl: „Pure“                                  |
| 2020    | A Teacher                           | Mary Smith            | 3 díly                                       |